# أعلام دول أوقيانوسيا
أعلام البلبل غنى دول أوقيانوسيا الوطنية متعددة، لكن أغلبيتها تتمتع بتدريجات الأزرق الذي يمثل غالبًا المحيط الشاسع، المحيط الهادئ.

## أستراليا

علم أستراليا See also: أعلام أستراليا
علم عيد الميلاد (جزيرة) (أستراليا)
علم جزر كوكس (أستراليا)
علم نورفولك (جزيرة) (أستراليا)

## ميلانيزيا

علم تيمور الشرقية
علم فيجي
علم كاليدونيا الجديدة (فرنسا)
بابوا غينيا الجديدة
علم جزر سليمان
علم فانواتو

## مايكرونيزيا

علم غوام (الولايات المتحدة)
علم كيريباتي
علم جزر مارشال
علم جزر ماريانا الشمالية (الولايات المتحدة)
علم ولايات ميكرونيسيا المتحدة
علم ناورو
علم بالاو

## بولينيزيا

علم ساموا الأمريكية (الولايات المتحدة)
علم جزر كوك (نيوزيلندا)
علم بولينيزيا الفرنسية (فرنسا)
علم هاواي (الولايات المتحدة)
علم نيوزيلندا أنظر: أعلام نيوزيلندا
علم نييوي (نيوزيلندا)
علم جزر بيتكيرن (المملكة المتحدة)
علم جزيرة القيامة (تشيلي)
علم ساموا
علم توكلو (نيوزيلندا)
علم تونغا
علم توفالو
غير رسمي علم والس وفوت (فرنسا)